# Frugerès-les-Mines
Frugères-les-Mines è un comune francese di 521 abitanti situato nel dipartimento dell'Alta Loira della regione dell'Alvernia-Rodano-Alpi.

## Società

### Evoluzione demografica
Abitanti censiti